# Alberto Nogués
Alberto Nogués – piłkarz urugwajski, obrońca.
Jako piłkarz klubu Montevideo Wanderers wziął udział w turnieju Copa América 1922, gdzie Urugwaj zajął trzecie miejsce. Nogués nie zagrał w żadnym meczu.
Później grał w klubie CA Peñarol, z którym w 1929 zdobył tytuł mistrza Urugwaju, a w 1933 roku tytuł wicemistrza Urugwaju. Następnie w latach 1935, 1936 i 1937 zdobył z Peñarolem mistrzostwo Urugwaju.